# Gentiana utriculosa
Gentiana utriculosa är en gentianaväxtart som beskrevs av Carl von Linné. Gentiana utriculosa ingår i släktet gentianor, och familjen gentianaväxter. Inga underarter finns listade i Catalogue of Life.